# Миронов, Павел Миронович
Па́вел Миро́нович Миро́нов (1861—1921) — российский математик, методист, автор учебников по финансовой математике, геометрии, арифметике, организатор народного просвещения в Уфе и Оренбургской губернии, основатель и руководитель Приуральского чувашского педагогического техникума, работавшего в Уфе в 1918—1930 гг.

## Биография
Родился 3 ноября 1861 года в селе Ново-Ильмовый Куст Убеевской волости Буинского уезда Симбирской губернии (ныне Дрожжановский район Татарстана) в бедной крестьянской семье. Десятилетним мальчиком он был принят И. Я. Яковлевым на обучение в Симбирскую чувашскую школу. По словам Ивана Яковлева, Павел Миронов поступил в школу больным коростой (предположительно — чесоткой):

Припоминаю воспитанника Симбирской чувашской школы чуваша Павла Миронова, поступившего в школу после того, как я нашел его в Симбирске неграмотного… Взяв мальчика из сожаления к его положению в школу, я обмыл его, сам не раз водил его в баню, а коросту (паршу) на его голове сам лично соскребывал руками, чем и излечил его от этой болезни. Миронов выказал выдающиеся способности по математике, так что впоследствии обратил на себя внимание ученого мира своими математическими трудами.— Яковлев И. Я. Моя жизнь.
В 1879 году Павел Миронов успешно окончил школу и полгода работал там же учителем математики в младших классах, а затем учительствовал в сельских школах Буинского уезда (в Матаках и Шемурше).
В 1881 году П. М. Миронов, поступил и в 1884 году окончил с золотой медалью Оренбургский учительский институт и после восьмилетней практики в качестве учителя арифметики и геометрии в Оренбургском городском трёхклассном училище, в 1892 году его перевели в Уфу в чине коллежского асессора для работы в уездном училище. Здесь он преподавал арифметику, черчение, а в Мариинской женской гимназии (ныне гимназия № 3), учил педагогике и дидактике, математике и черчению, музыке и пению, истории и космографии, преподавал гимнастику, заведовал учебными кабинетами и библиотекой.
В 1901 году стараниями учителя — инспектора (директора) П. М. Миронова уездное училище преобразуется в двухклассное, трёхклассное, а в 1903 году — в первое городское четырёхклассное училище. Среди окончивших училище много известных деятелей. Среди них основоположник профессионального искусства в БАССР художник А. Э. Тюлькин, краевед П. Ф. Ищериков, революционеры П. Г. Кузаков, А. Д. Казаринов, А. М. Чеверев.
С 1902 года — член Уфимского уездного училищного совета от Министерства народного просвещения России.
15 апреля 1907 года попечитель Оренбургского учебного округа Н. А. Бобровников назначил П. М. Миронова инспектором (директором) народных училищ Уральско-Темировского района Уральской области.
В 1912 году П. М. Миронов вышел в отставку.
В 1918 году возглавил чувашскую учительскую семинарию. Семинария открылась 1 ноября 1918 года.
В 1920 году семинария преобразована в трёхгодичные курсы, в 1922 г. — в Приуральский чувашский педагогический техникум. Здесь получили путёвку в жизнь более 300 учителей чувашских, башкирских, мордовских, русских и марийских школ.
В 1930 году техникум перебазирован в город Белебей, в настоящее время функционирует как чувашское отделение Белебеевского педагогического колледжа. Среди выпускников техникума заслуженный художник Чувашии И. Т. Григорьев, кандидат технических наук Т. Г. Федоров, писатели И. Н. Давыдов-Ирхи и Ф. Н. Вуколов-Эрлик, фронтовой журналист И. Т. Гурьев, Герои Советского Союза П. Е. Васильев и К. Д. Андреев, доктор физико-математических наук Ф. П. Васильев, доктор исторических наук, академик Ю. Н. Никифоров, доктор биологических наук В. Ю. Горбунова. В техникуме трудились кандидат сельскохозяйственных наук С. С. Умов, заслуженный деятель науки Узбекистана, профессор А. С. Ефимов, организатор пионерского движения Г. А. Акимов.
Похоронен в Уфе на Сергиевском кладбище.

### Общественная деятельность
В XIX—XX веках П. М. Миронова часто навещали выдающийся просветитель чувашского народа И. Я. Яковлев (1848—1930), общественный деятель, краевед, этнолог, писатель и журналист, переводчик и педагог, фольклорист и философ Г. И. Комиссаров (1887—1969), выпускник Парижского университета, педагог С. А. Акимов (1863—1924), краевед и педагог П. А. Петров-Туринге (1887—1943), один из руководителей поволжских социал-революционеров Т. Н. Николаев-Хури (1878—1918), благочинный Белебеевского уезда А. П. Петров-Туринге (1858—1913), писатель И. Е. Ефимов-Тхти (1889—1938) .
Он также работал присяжным заседателем.
Выйдя в 1912 году в отставку, прославился как мастер по пчеловодству, садовод и целитель-травник.
Он собрал богатейший гербарий редкой флоры, растущей в Оренбургской и Уфимской губерниях.
Активное участие принимал в деятельности губернского музея.
Активно участвовал в общественной жизни Уфы и губернии.
С 1916 участвовал в создании Уфимского чувашского общества, в 1919 вместе с Г. И. Комиссаровым организовал в Уфе чувашские трёхгодичные педагогические курсы, преобразованные в 1922 в педагогический техникум.

### Просветительская и издательская деятельность
- В 1908—1909 годах П. М. Миронов издавал ежемесячный журнал «Циркуляр по инспекции народных училищ Уральской области».
- С 1890 по 1914 год подготовил и издал 14 учебников по математике. Каждый учебник переиздавался до 8 раз и поступал во все города России.
- В 1890 году в Самаре П. М. Миронов издал учебник «Приготовительный курс геометрии».
- В 1896—1897 годах в Уфе издал «Учебник геометрии» в 4 частях.
- В 1898 году выпустил «Учебник геометрии с приложением вопросов для повторения геометрических упражнений», в 1900 году — «Арифметику» и «Краткий курс геометрии с приложением собрания геометрических задач» и др.

Принимал участие в работе Переводческой комиссии при управлении Казанского учебного округа: разработал проект киргизской хрестоматии, выпущенной в 1912 в Казани. Один из составителей учебного пособия «Практические уроки русского языка для киргиз» (Казань, 1910).

### Музыкальное творчество
Миронов проявил себя и как музыкант.
Известно его сочинение — гармонизация народной песни «Виç нухрат» (Три монетки). Эта партитура является первым изданием национальной музыки (отпечатано Типо-литографией Казанского университета в 1911 в виде листовки).
Играл на скрипке, изготовленной своими руками, любил петь.
Он гармонизировал народные песни, сочинил «Чувашский марш» для духового оркестра.
В 1909 и 1911 годах в типографии Казанского университета были изданы чувашские хороводно-игровые песни для школьных хоров в обработке Павла Миронова.

## Семья
Супруга Миронова — Ольга Васильевна (в девичестве Думнова, род. 21 июня 1876 года), преподавала в Мариинской женской гимназии, автор книг «География Уфимской губернии», «География Башкирской АССР».

## Признание и память
- П. М. Миронов был награждён орденом св. Станислава 3-й степени, серебряной медалью, учрежденной в память почившего *Императора Александра III, орденом св. Анны 3-й степени, орденом св. Станислава 2-й степени, орденом св. Анны 2 степени, орденом св. Владимира 4-й степени, царем утвержден в чине статского советника с 1911 года.
- В 2001 году глава администрации города Уфы Р. С. Нугуманов подписал постановление о праздновании 15-летия создания народного ансамбля «Нарспи» и 140-летия со дня рождения ученого-просветителя П. М. Миронова.
- В Уфе сохранилось здание, в котором с 1892 года трудился П. М. Миронов (ул. Пушкина, 110). Здесь бывали просветитель чувашского народа И. Я. Яковлев, историк, педагог, писатель и философ Г. И. Комиссаров, известные общественные деятели, священники, педагоги и краеведы Андрей, Петр, Владимир Петровы-Туринге, эсер Т. Н. Николаев-Хури, выпускник Парижского университета С. А. Акимов, художник А. Э. Тюлькин и многие другие известные деятели.
- С 1993 года в этом здании работает Чувашская воскресная школа им. П. М. Миронова.
- Распоряжением премьер-министра РБ от 20 ноября 1995 года № 1352 администрации города Уфы и Министерству культуры РБ поручено установить мемориальную доску в увековечение памяти чувашского просветителя конца XIX — начала XX века П. М. Миронова по адресу: г. Уфа, ул. Пушкина, 110.
- Распоряжением Премьер-министра РБ от 22 апреля 1997 года № 382-р администрации г. Уфы и Министерству культуры РБ поручено провести комплекс мероприятий для обеспечения сохранности здания Уездного училища и дома, где жил чувашский просветитель П. М. Миронов, дата постройки 30-е годы XIX века, адрес: г. Уфа, ул. Цюрупы, 18 (ул. Пушкина, 110).
- В 1999 году Институт И. Я. Яковлева Чувашского государственного университета переиздал книгу П. М. Миронова «Арифметика». В 2003 году в Уфе переиздана книга П. М. Миронова «Примерные уроки объяснительного чтения в начальной школе» (издатель А. А. Кондратьев). В ней просветитель предстал замечательным методистом и пропагандистом русской литературы, произведений А. С. Пушкина, А. В. Кольцова и А. А. Крылова.
- Просветительская, педагогическая, научно-методическая деятельность П. М. Миронова отражена в экспозициях музея Чувашского государственного педагогического университета им. И. Я. Яковлева в Чебоксарах, в музее истории и культуры чувашского народа (раздел «Чуваши Башкортостана») Чувашской воскресной школы им. П. М. Миронова.
- 28.02.2011 г. Президентом Республики Башкортостан Р. З. Хамитовым подписан Указ № УП-66 о праздновании 150-летия со дня рождения выдающегося деятеля народного образования, чувашского просветителя П. М. Миронова и 100-летия со дня рождения народного поэта Чувашской Республики Я. Г. Ухсая. Указ предписывает провести в 2011 году юбилейные мероприятия в честь названных деятелей. Планом мероприятий предусматривается изготовление и установка памятника П. М. Миронову, издание книги А. А. Кондратьева «Ученый-просветитель Павел Миронов».
- 20-26 июня 2011 года группа учащихся, учителей и активистов родительского комитета Чувашской воскресной школы им. П. М. Миронова Кировского района г. Уфы провели II межрегиональную экспедицию «Мост дружбы — 2011» по местам жизни и деятельности просветителя П. М. Миронова: Уфа — Ульяновск — Новое Ильмово Республики Татарстан.
- В 2011 году скульптор Н. Г. Кондрашкин (г. Ульяновск) завершил работу над бюстом П. М. Миронову.
- В 2013 году 13 отличников учёбы Чувашской воскресной школы им. П. М. Миронова награждены медалью просветителя П. М. Миронова.

## Учебники П. М. Миронова
- Приготовительный курс геометрии / Сост. П. Миронов. Самара, 1890
- Учебник геометрии и собрание геометрических задач: Ч. 1. Сост. применительно к программе гор. по положению 31 мая 1872 г. уч-щ / Сост. П. Миронов. Уфа, 1895
- Учебник геометрии и собрание геометрических задач: Ч. 2. Сост. применительно к программе гор. по положению 31 мая 1872 г. уч-щ / Сост. П. Миронов. Уфа,1895
- Учебник геометрии с приложением 1) вопросов для повторения, 2) геометрических упражнений и 3) разверток тел: Ч.1. Курс 3-го отделения городских училищ. Учебник сост. применительно к программам гор. по положению 31 мая 1872 г. уч-щ. Издание 2-е. / Сост. П. Миронов. Уфа, 1896
- Учебник геометрии с приложением: 1) вопросов для повторения и 2) собрания геометрических задач: Ч. 2: Курс 4-го отделения городских училищ. Сост. применительно к программе гор. по положению 31 мая 1872 г. уч-щ. Издание 2-е. / Сост. П. Миронов. Уфа, 1896
- Учебник геометрии с приложением геометрических задач. Ч. 3. Курс 5-го отделения городских училищ. Сост. применительно к программе гор. по положению 31 мая 1872 г. уч-щ / Сост. П. Миронов. Уфа, 1897
- Учебник геометрии и собрание геометрических задач. Ч. 4. Курс 6-го отделения городских училищ. Сост. применительно к программе гор. по положению 31 мая 1872 г. уч-щ / Сост. П. Миронов. Уфа, 1897
- Решение основных задач на правила: тройное, процентов, учёта векселей, пропорционального деления и смешения. Сост-ль П. М. Миронов. Уфа, 1897
- Учебник геометрии и собрание геометрических задач: Ч.1. Сост. применительно к программе гор. по положению 31 мая 1872 г. уч-щ / Сост. П. Миронов. Уфа, 1897
- Учебник геометрии с приложением 1) вопросов для повторения, 2) геометрических упражнений и 3) разверток тел: Учебник сост. применительно к программам гор. по положению 31 мая 1872 г. уч-щ. Москва, 1898
- Учебник геометрии с приложением 1) вопросов для повторения, 2) геометрических упражнений и 3) разверток тел : Учебник сост. применительно к программам гор. по положению 31 мая 1872 г. уч-щ / Сост. П. Миронов. Уфа, 1899
- Арифметика: Сист. курс целых и дробных чисел; отношения и пропорции; способы решения задач на правила: тройное, процентов, учёта и проч. Уфа, 1900
- Краткий курс геометрии с приложением собрания геометрических задач / Сост. П. М. Миронов. Уфа, 1900
- Арифметика: Сист. курс целых и дробных чисел; отношения и пропорции; способы решения задач на правила: тройное, процентов, учёта и проч. Уфа, 1901
- Учебник геометрии: С прил. 1) вопросов для повторения, 2) геометрических упражнений и 3) разверток тел: Учебник сост. применительно к программам гор. по положению 31 мая 1872 г. уч-щ / Сост. П. Миронов. Уфа, 1902
- Учебник геометрии: С приложением 1) вопросов для повторения, 2) геометрических упражнений и 3) разверток тел : Учебник сост. применительно к программам гор. по положению 31 мая 1872 г. уч-щ / Сост. П. Миронов, инспектор Уфим.1 гор. уч-ща. Уфа, 1903
- Приготовительный курс геометрии, с приложением собрания геометрических задач и разверток тел: Курс 3 и 4 отд-ний гор. училищ: Сост. по программам гор. по положению 31 мая 1872 г. уч-щ / Сост. П. М. Миронов, инспектор Уфим. 1 гор. 4-кл. уч-ща. Уфа, 1904
- Геометрия: Курс гор. уч-щ : Сост. по программам гор., по положению 31 мая 1872 г. Уфа, 1905.
- Приготовительный курс геометрии, с приложением собрания геометрических задач и разверток тел : Курс 3 и 4 отд-ний гор. училищ: Сост. по программам гор. по положению 31 мая 1872 г. уч-щ / Сост. П. М. Миронов, инспектор Уфим. 1 гор. 4-кл. уч-ща. Уфа, 1905
- Геометрия: Курс гор. уч-щ: Сост. по программам гор., по положению 31 мая 1872 г., уч-щ / Сост. П. М. Миронов, инспектор Уфим. 1 гор. 4-кл. уч-ща. Уфа, 1908
- Приготовительный курс геометрии, с приложением собрания геометрических задач и разверток тел: Курс 3 и 4 отд-ний гор. училищ: Сост. по программам гор. по положению 31 мая 1872 г. уч-щ / Сост. П. М. Миронов, инспектор Уфим. 1 гор. 4-кл. уч-ща. Уфа, 1908
- Приготовительный курс геометрии, с приложением собрания геометрических задач и разверток тел : Курс 3 и 4 отд-ний гор. училищ: Сост. по программам гор. по положению 31 мая 1872 г. уч-щ / Сост. П. М. Миронов, инспектор Уфим. 1 гор. 4-кл. уч-ща. Уфа, 1910
- Геометрия: Курс гор. уч-щ: Сост. по программам гор., по положению 31 мая 1872 г., уч-щ / Сост. П. М. Миронов, инспектор Уфим. 1 гор. 4-кл. уч-ща. Уфа, 1911
- Приготовительный курс геометрии, с приложением собрания геометрических задач и разверток тел: Курс 3 и 4 отд-ний гор. училищ: Сост. по программам гор. по положению 31 мая 1872 г. уч-щ / Сост. П. М. Миронов, инспектор Уфим. 1 гор. 4-кл. уч-ща. Уфа, 1911
- Приготовительный курс геометрии, с приложением собрания геометрических задач и разверток тел: Курс 3 и 4 отд-ний гор. училищ: Сост. по программам гор. по положению 31 мая 1872 г. уч-щ / Сост. П. М. Миронов, инспектор Уфим. 1 гор. 4-кл. уч-ща. Уфа, 1912
- Приготовительный курс геометрии, с приложением собрания геометрических задач и разверток тел: Курс 3 и 4 отд-ний гор. училищ: Сост. по программам гор. по положению 31 мая 1872 г. Уфа, 1914
- Арифметика / П. М. Миронов; Ин-т И. Я. Яковлева Чуваш. гос. ун-та им. И. Н. Ульянова. Чебоксары, 1999
- Примерные уроки объяснительного чтения в начальной школе. Уфа, 2003